# Riscle
Riscle är en kommun i departementet Gers i regionen Occitanien i sydvästra Frankrike. Kommunen ligger i kantonen Riscle som tillhör arrondissementet Mirande. År 2022 hade Riscle 1 643 invånare.

## Befolkningsutveckling
Antalet invånare i kommunen Riscle
Referens:INSEE